# Erythranthe dentiloba
Erythranthe dentiloba är en gyckelblomsväxtart som först beskrevs av Benjamin Lincoln Robinson och Fernald, och fick sitt nu gällande namn av Guy L. Nesom. Erythranthe dentiloba ingår i släktet Erythranthe och familjen gyckelblomsväxter. Inga underarter finns listade i Catalogue of Life.